# Liga Obrony Powietrznej i Przeciwgazowej
Liga Obrony Powietrznej i Przeciwgazowej (LOPP) – masowa polska organizacja paramilitarna powołana w 1928 z połączenia założonej w 1923 Ligi Obrony Powietrznej Państwa i założonego w 1922 Towarzystwa Obrony Przeciwgazowej. Miała na celu promowanie lotnictwa sportowego, komunikacyjnego i wojskowego. Działała do wybuchu II wojny światowej w 1939.

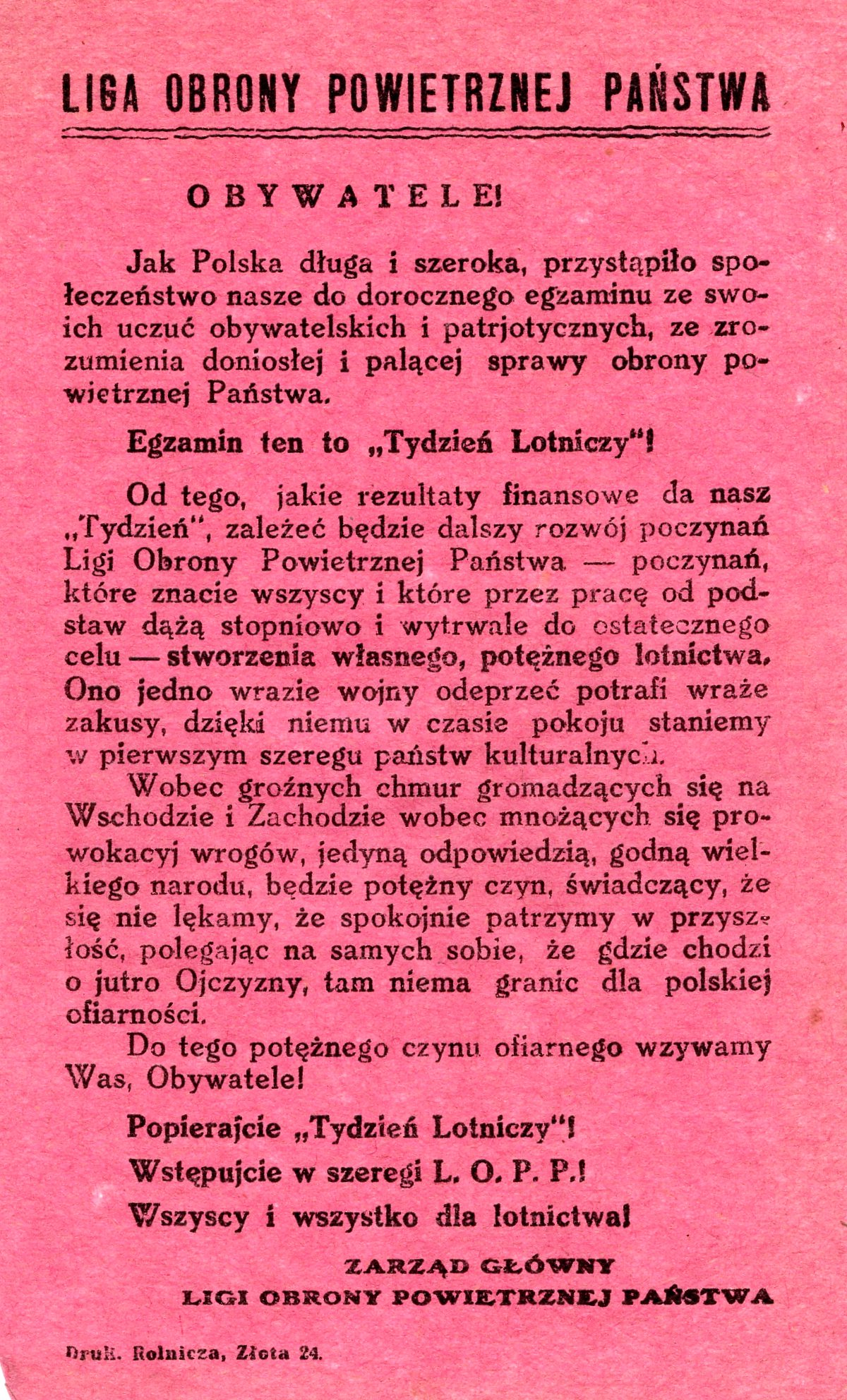
Ulotka Ligi Obrony Powietrznej Państwa

## Historia

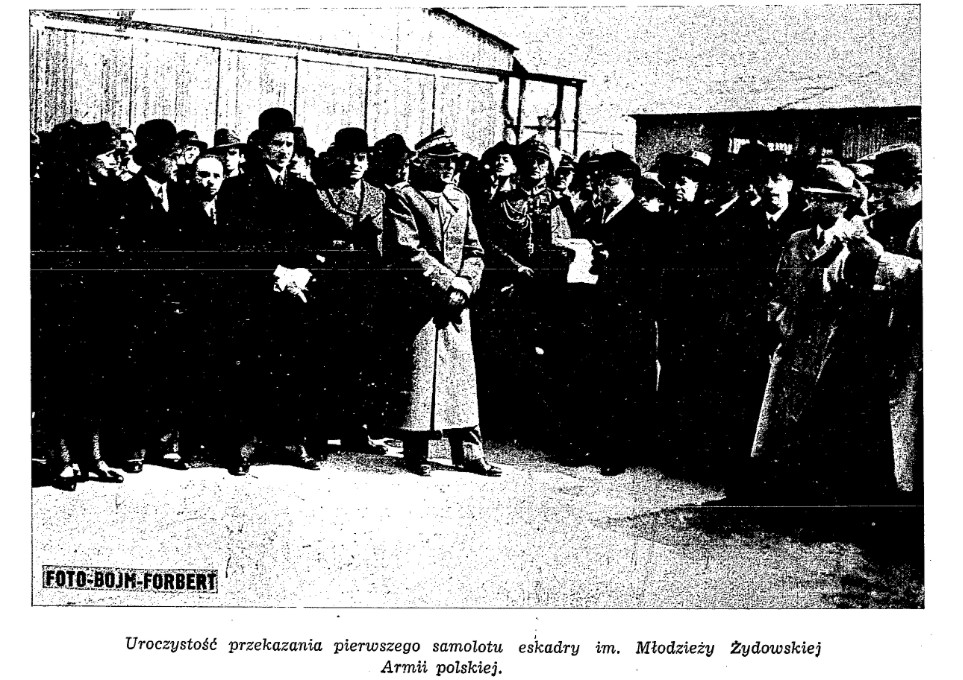
Uroczystość przekazania samolotu RWD-8 zakupionego ze składek zebranych wśród Żydów podczas zbiórki będącej efektem apeli L.O.P.P. Po lewej widoczny generał Leon Berbecki, prezes zarządu głównego L.O.P.P. Lotnisko mokotowskie w Warszawie, 8 maja 1938

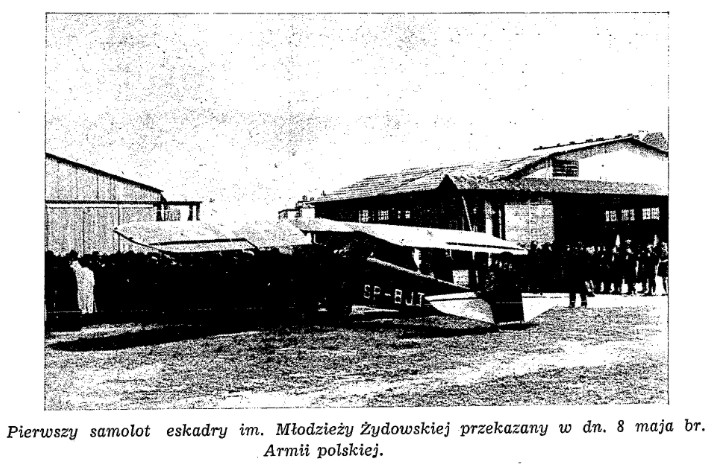
Ta sama uroczystość – widoczny samolot

Liga Obrony Powietrznej Państwa została zorganizowana z inicjatywy członków władz Aeroklubu Rzeczypospolitej Polskiej, jako niezależna od Aeroklubu powszechna organizacja mająca na celu rozwój lotnictwa w Polsce. Nazwę organizacji zaproponował pisarz Andrzej Strug. 22 maja 1923 przyjęto statut Ligi, a 4 sierpnia 1923 ukonstytuowały się jej pierwsze władze. Pierwszym prezesem Zarządu Głównego był Zygmunt Jastrzębski, sekretarzem generalnym January Grzędziński.
W 1933 uchwalono nowy statut, wiążący w znacznym stopniu Ligę z organami władzy państwowej (ministerstwem spraw wewnętrznych i ministerstwem spraw wojskowych), a w 1934 została ona uznana za stowarzyszenie wyższej użyteczności publicznej. Wiązało się to z popieraniem i propagowaniem działalności Ligi przez władze państwowe i jej znacznym rozwojem liczebnym. Biedni uczniowie byli zmuszani do członkostwa i składek. Prezesem Zarządu Głównego w tym okresie został, mianowany przez władze państwowe, generał dywizji Leon Berbecki, a honorowym członkiem był Prezydent RP Ignacy Mościcki.
Podstawową komórką organizacyjną Ligi Obrony Powietrznej Państwa, następnie Ligi Obrony Powietrznej i Przeciwgazowej, były koła terenowe tworzone w szkołach, na uczelniach, w przedsiębiorstwach i organach władz. Koła podlegały komitetom powiatowym lub miejskim, które podlegały komitetom wojewódzkim, podlegającym Zarządowi Głównemu. Działały w niej ponadto Komitet Kół Kobiecych i Komitet im. Żwirki i Wigury. W skład władz Ligi wchodziła też Rada Główna. W 1935 LOPP liczyła 1,5 miliona członków w 13 761 kołach, z budżetem 6.894.204 zł. W 1939 liczyła ok. 2 miliony członków i do tej pory przekazała na rzecz rozwoju lotnictwa ponad 70 milionów złotych.
Liga Obrony Powietrznej Państwa, następnie Liga Obrony Powietrznej i Przeciwgazowej popierała propagandowo i finansowo zakupy sprzętu lotniczego, sport lotniczy, badania i rozwój konstrukcji lotniczych oraz publikatory o tematyce lotniczej. Niemały był też udział organizacyjny, techniczny i finansowy Ligi w rozbudowie lotnisk, jak również szkolenie lotnicze mechaników lotniczych i pilotów. Szczególna rola przypada też na działalność Komitetu Żwirki i Wigury w samej Lidze. Działalność LOPP, skierowana głównie do młodzieży, miała na celu wyrobienie w społeczeństwie zrozumienia i poparcia dla rozwoju lotnictwa. LOPP między innymi ufundowała Instytut Aerodynamiczny w Warszawie, wspomagała lub inicjowała budowę tunelu aerodynamicznego przy Politechnice Lwowskiej, budowę Szkoły Pilotów w Radomiu, szkół mechaników w Bydgoszczy i Lwowie, obserwatorium meteorologicznego na górze Pop Iwan, Instytutu Badań Technicznych Lotnictwa na Okęciu, Doświadczalnych Warsztatów Lotniczych na Okęciu, kilkudziesięciu lotnisk i szybowisk, wspomagała działalność ośrodków Przysposobienia Wojskowego Lotniczego. W latach 1933–1939 LOPP zakupiła i przekazała szkołom lotniczym i aeroklubom 326 samolotów oraz znaczną liczbę szybowców, w większości konstrukcji polskiej. W 1936 LOPP posiadała 120 Kół Szybowcowych wśród których najwięcej było harcerskich i kolejowych.

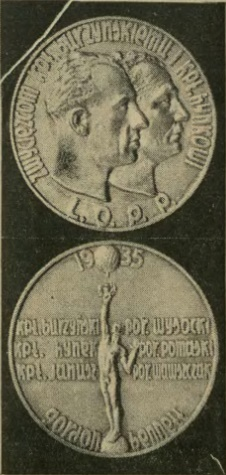
Medal pamiątkowy L.O.P.P wybity z okazji zdobycia na własność Pucharu Gordona Bennetta w 1935

W styczniu 1936 prezes L.O.P.P. gen. Leon Berbecki wręczył polskim pilotom specjalny medal wybity z okazji zdobycia przez Polskę Pucharu Gordona Bennetta na własność. Powodem było trzecie zwycięstwo z rzędu jakie miało miejsce podczas XXIII zawodów. Autorką projektu była Olga Niewska.
W  styczniu 1939 kierownikiem referatu szybowcowego przy Zarządzie Głównym LOPP był Kazimierz Plenkiewicz. LOPP w tym czasie prowadziła 24 szkoły szybowcowe, 26 ośrodków szybowcowych i 5 szkół pilotów samolotowych Przysposobienia Wojskowego Lotniczego.
Do najważniejszych osiągnięć można zaliczyć wybudowanie 17 wież spadochronowych w okresie międzywojennym. Również dzięki LOPP powstały Doświadczalne Warsztaty Lotnicze.
Według zdania historyka polskiego lotnictwa – Edwarda Kocent-Zielińskiego: Wojskowe Warsztaty Lotnicze powstały z inspiracji niedoścignionego do dziś wzoru organizacji lotniczej jakim była polska Liga Obrony Przeciwlotniczej i Przeciwgazowej. (...) Tego typu organizacji budującej z takim rozmachem szkoły lotnicze, instytuty naukowe, finansującej budowę samolotów to chyba na świecie nie było.

## Działalność wydawnicza
Organizacja popularyzowała tematykę lotniczą w Polsce podejmując również działalność wydawniczą. Wydawała własny miesięcznik „Przegląd Obrony Przeciwlotniczej i Przeciwgazowej”, a także dwa dwutygodniki „Lot Polski” oraz „Lot i obrona przeciwlotniczo gazowa Polski”. Na jego łamach tego ostatniego od 1936 ukazywała się w odcinkach Mała encyklopedia lotnicza (Ilustrowany słownik lotniczy), która wydana została w formie książki w 1938 .
W 1938 wydana została Księga pamiątkowa XV-lecia L. O. P. P..

## Insygnia LOPP

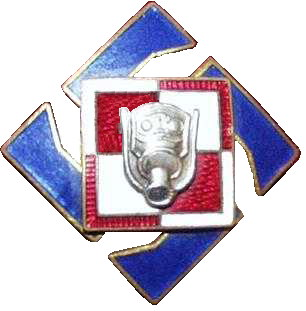
Odznaka organizacyjna LOPP 1928–1939, wym. odzn. 20x20mm

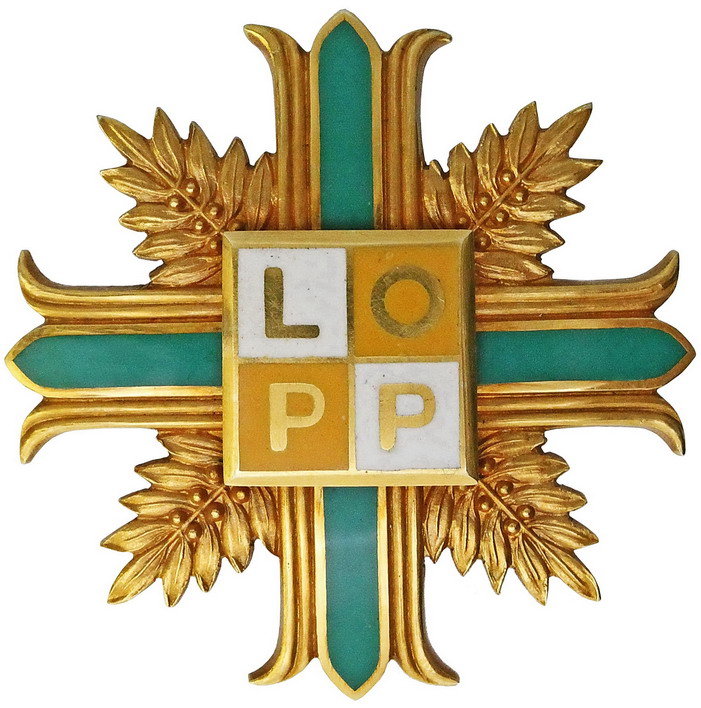
Złota Odznaka Honorowa LOPP

Liga posiadała nie tylko własne godło, lecz również hymn, sztandar, pieczęcie, odznaki, medale i plakietki.

## Kalendarium
- 22 września 1922 – powstał Obywatelski Komitet Obrony Przeciwgazowej,
- 4 sierpnia 1923 – powołanie Ligi Obrony Powietrznej Państwa (LOPP),
- 15 grudnia 1924 – Komitet Obrony Przeciwgazowej przekształcił się w Towarzystwo Obrony Przeciwgazowej (TOP),
- 10 lutego 1928 – połączenie organizacji LOPP i TOP w towarzystwo o nazwie Liga Obrony Powietrznej i Przeciwgazowej (LOPP),
- 20 stycznia 1934 – rozporządzeniem Rady Ministrów LOPP została uznana za stowarzyszenie wyższej użyteczności publicznej[10],
- 26 lutego 1951 – Sejm uchwalił ustawę o powołaniu Terenowej Obrony Przeciwlotniczej (TOPL)[11],
- 1956 – Komendę Główną TOPL podporządkowano ministrowi spraw wewnętrznych,
- 2 kwietnia 1964 – po powołaniu Obrony Terytorialnej Kraju (podlegała ministrowi obrony narodowej) TOPL weszła w jej skład, zmieniając nazwę na Powszechną Samoobronę,
- 18 maja 1973 – Rada Ministrów podjęła uchwałę o powołaniu w Polsce obrony cywilnej[12],
- 28 września 1993 – rozporządzeniem Rady Ministrów ustalono szczegółowy zakres działania Szefa Obrony Cywilnej Kraju[13],
- 26 listopada 1998 – Urząd Szefa Obrony Cywilnej Kraju został przemianowany na Urząd Zarządzania Kryzysowego i Ochrony Ludności.